# 山本寛久
山本 寛久（やまもと ひろひさ、1976年（昭和51年）6月2日 - ）は、岡山県出身の競艇選手。倉敷工業高校卒業。録番号3874。身長173cm。血液型AB型。79期。岡山支部所属。同期に、吉川元浩、阿波勝哉、中辻崇人、岩崎正哉らがいる。

## 来歴
- 1996年11月、児島競艇場での一般競走でデビュー（転覆）。8走目で水神祭を飾る。
- 2001年4月、宮島競艇場での一般戦で初優勝。
- 2002年1月、津競艇場で開催された第16回新鋭王座決定戦でG1初出場。初優出を飾る（6着）。
- 2004年11月、児島競艇で開催されたチャレンジカップでSG初出場。3日目、1号艇で逃げを決めて、SG初勝利を飾る。
- 2014年6月、若松競艇場で開催された全日本覇者決定戦で優勝。デビューから17年7カ月で念願のGI初優勝となった[1]。

## 人物・エピソード
- 叔父で元競艇選手の山本泰照・尚甫兄弟、従弟の平尾崇典に影響を受けて選手を本格的に目指す。
- 小学校の卒業アルバムの夢の欄には「競艇選手」と書いていた。
- 視力が0.1まで低下するも、手術で1.0まで回復したため、競艇学校を受験。見事合格する。
- ペラグループはイーグル会に所属。